# 古桟駅
古桟駅（コジャンえき）は、大韓民国京畿道安山市檀園区古桟洞にある、韓国鉄道公社（KORAIL）の駅。安山線と水仁・盆唐線が乗り入れる。当駅を含む漢大前 - 烏耳島の区間は、安山線と水仁・盆唐線が線路を共有している。駅番号は安山線が451、水仁・盆唐線がK253。
副駅名は高大安山病院。

## 歴史
- 1937年8月6日 - 水仁線開業。
- 1969年4月10日 - 無配置簡易駅から配置簡易駅に昇格[1]。
- 1992年3月2日 - 安山線の駅開業。
- 1994年
  - 4月1日 - ソウルメトロ4号線-果川線直通列車運行開始。
  - 9月1日 - 水仁線廃止。
- 2020年9月12日 - 水仁・盆唐線の乗り入れ開始。

## 駅構造
相対式ホーム2面2線を有する高架駅。
出入口は1番と2番の2ヵ所ある。

### のりば
| 1 | ●水仁・盆唐線 | 水原・器興・野塔・往十里方面       |
| 1 | ●安山線       | 衿井・舎堂・ソウル駅・榛接方面     |
| 2 | ●水仁・盆唐線 | 新吉温泉・正往・仁川論峴・仁川方面 |
| 2 | ●安山線       | 草芝・安山・正往・烏耳島方面       |

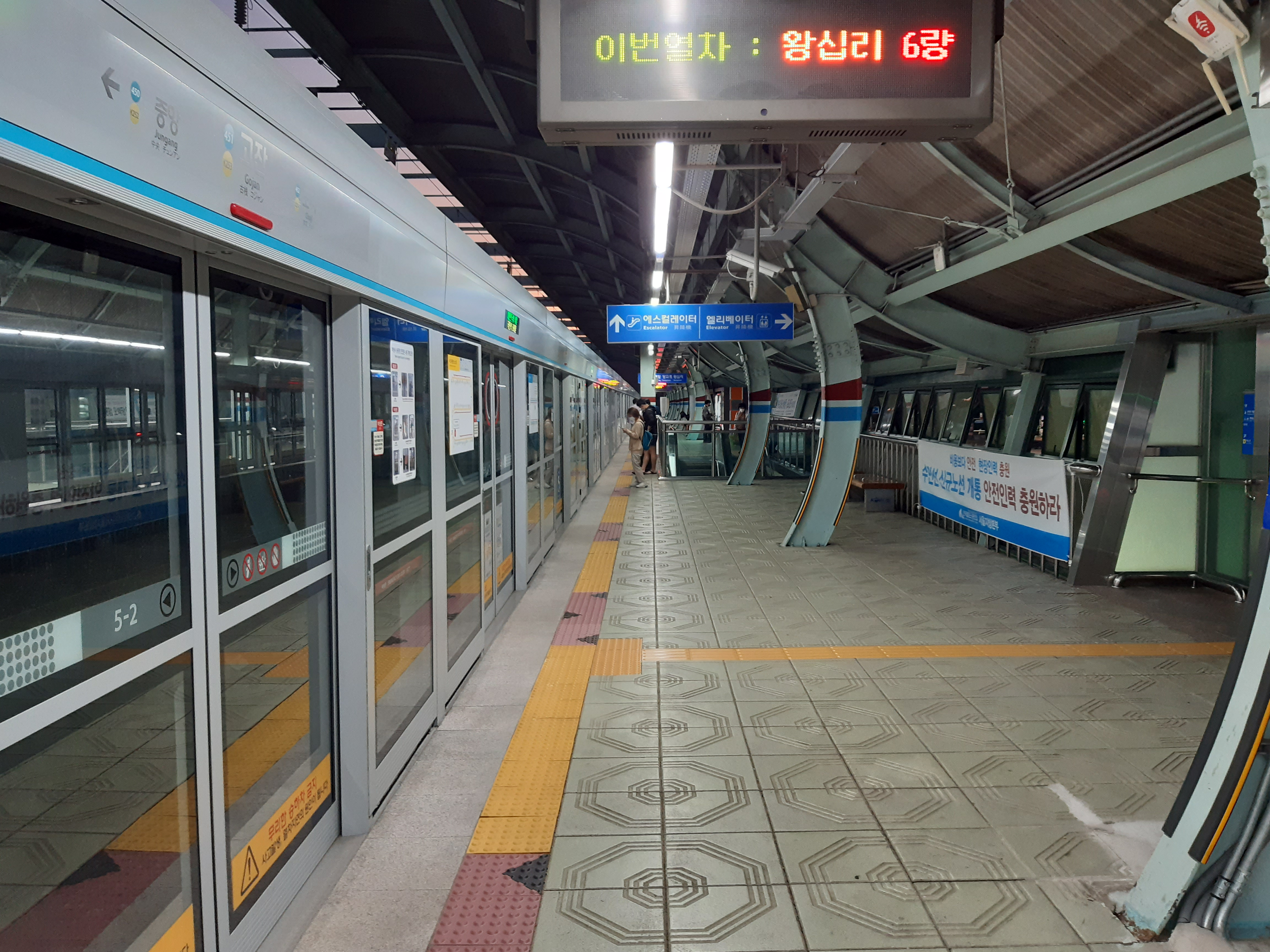
ホーム

## 駅周辺
駅付近は1990年代初めまでは漁村地域で、駅から海が見えていた。現在は駅の南北に住宅団地が広がっている。
- 安山市庁
- 安山市教育庁
- 安山郵便局
- 安山商工会議所
- 高麗大学校医療院（朝鮮語版） 安山病院
- 安山文化芸術の殿堂（朝鮮語版）
- 安山ワースタジアム
- 水原地方法院 安山支院
- 水原地方検察庁 安山支庁
- 草芝中学校
- 安山振興初等学校
- 花井川
- NC百貨店（朝鮮語版）古桟店

## 利用状況
| 路線    | 乗車人員 | 乗車人員 | 乗車人員 | 乗車人員 | 乗車人員 | 乗車人員 | 乗車人員 | 乗車人員 | 乗車人員 | 乗車人員 | 注 釈 |
| 路線    | 2000年   | 2001年   | 2002年   | 2003年   | 2004年   | 2005年   | 2006年   | 2007年   | 2008年   | 2009年   | 注 釈 |
| ------- | -------- | -------- | -------- | -------- | -------- | -------- | -------- | -------- | -------- | -------- | ----- |
| ●安山線 | 3123     | 4507     | 6309     | 7842     | 7369     | 7921     | 8327     | 8684     | 9007     | 8719     | [ 2 ] |

## 隣の駅
韓国鉄道公社
●安山線
急行
通過
緩行
中央駅 (450) - 古桟駅 (451) - 草芝駅 (452)
●水仁・盆唐線
緩行
中央駅 (450) - 古桟駅 (451) - 草芝駅 (452)